# Китаева, Наталья Владимировна
Ната́лья Влади́мировна Кита́ева (р. 7 декабря 1961, Обнинск, Калужская область) — советская и российская художница-график.

## Биография
Наталья Китаева родилась 7 декабря 1961 года в Обнинске Калужской области.
Училась в детской художественной школе Обнинска. Закончила Московскую среднюю художественную школу при Московском государственном художественном институте имени В. И. Сурикова.
В 1980—1986 годах училась в мастерской станковой графики Московского государственного художественного института имени В. И. Сурикова.
В 1989—1991 годах стажировалась в творческой мастерской графики Академии художеств СССР под руководством Ореста Верейского и Николая Пономарёва.
В 1991 году была стипендиатом международной благотворительной программы «Новые имена», в 1995-м — стипендиатом Союза художников России.

## Участие в творческих и общественных организациях
- Член Союза художников СССР, затем Союза художников России (с 1989)[2]

## Выставки

### Персональные выставки
- 1993 — Обнинск, Музей истории города Обнинска
- 1998 — «Большие литографии. Маленькие офорты», Екатеринбург (совместно с Л. и В. Анциферовыми)
- 1999 — «Маленькие офорты», Sprachinstitut и Русский культурный центр, Вена
- 2001 — Посольство Республики Индия, Москва (совместно с М. Яковлевым)[2]

### Групповые выставки
- 1988 — VII Всесоюзная выставка эстампа (Тбилиси)
- 1988 — Всесоюзная выставка произведений молодых художников (Ленинград, Манеж)
- 1990 — VII региональная художественная выставка «Художники центральных областей России» (Владимир)
- 1995 — юбилейная художественная выставка к 25-летию творческих мастерских Академии художеств СССР (Москва)
- 1997 — выставка произведений художников Обнинска (Москва, Международный славянский культурный центр)
- 1997 — выставка-конкурс российских художников-графиков на приз «Теттероде — график» (Нидерланды) (Москва, Академия художеств)
- 1997 — выставка российской графики (Нидерланды, Гаага, музей «Панорама Мездаг»)
- 1998 — VIII региональная художественная выставка «Художники центральных областей России» (Москва, ЦДХ)
- 2003 — выставка «Боровск в произведениях живописи и поэзии» (Москва, Новый Манеж)[2]

## Награды и премии
- Дважды лауреат премии имени А. Куликова в номинации «Графика» (1996, 2001)[2]

## Местонахождение произведений
- Российская академия художеств
- Музей истории города Обнинска
- Российский фонд культуры
- Малоярославецкая картинная галерея
- Частные собрания в России и за рубежом[2]